# アダム・タルウォ

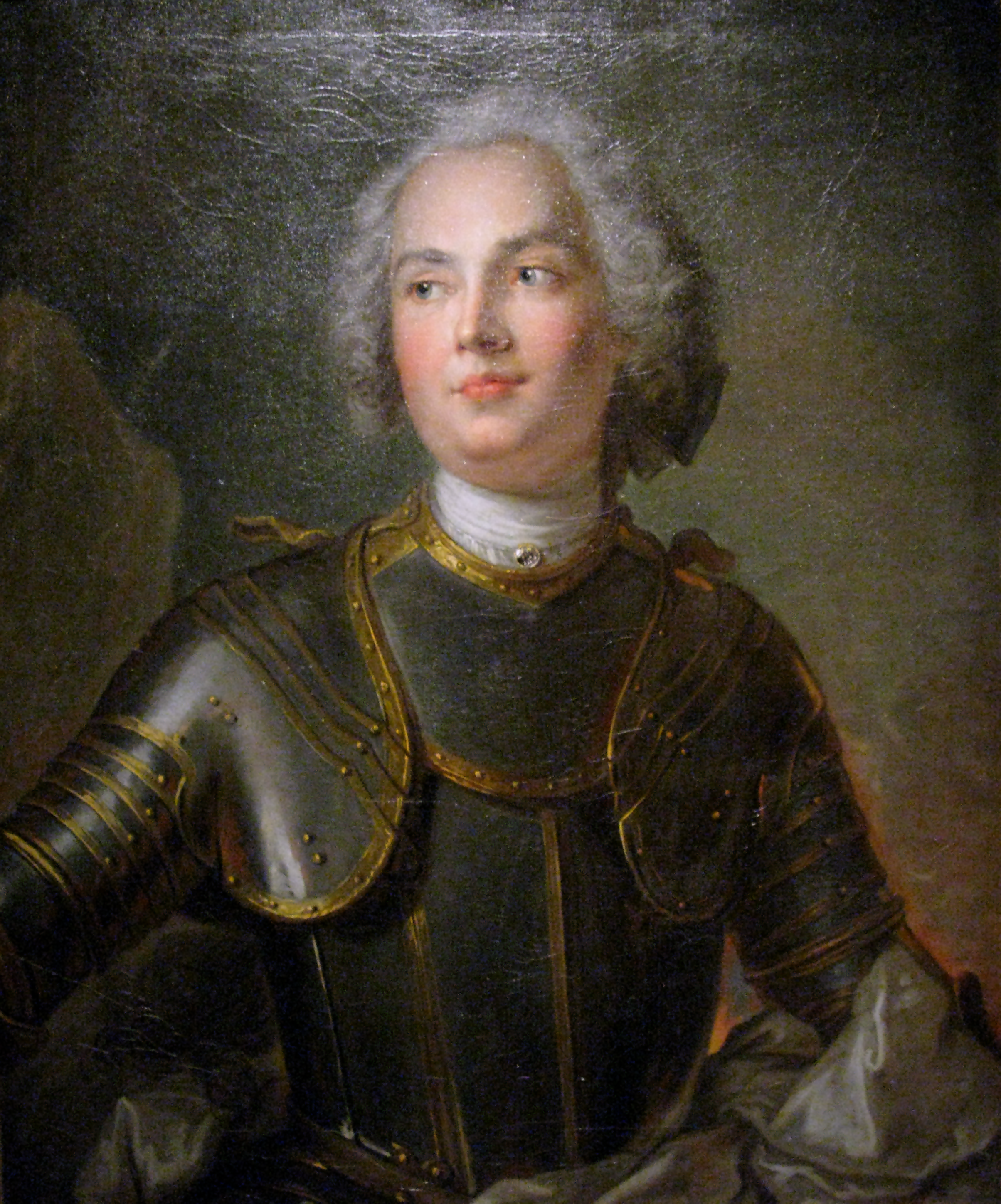
アダム・タルウォ、1740年頃。

アダム・タルウォ（ポーランド語: Adam Tarło、1713年 - 1744年）は、ポーランド・リトアニア共和国のシュラフタ（貴族）。
1736年よりルブリン県のヴォイヴォダ（代官）を務める。またヤスウォのスタロスタを務めた。
ポーランド継承戦争中、スタニスワフ1世レシチニスキを支持して短命のジクフ連盟による抵抗運動を率いた。1744年、カジミェシュ・ポニャトフスキ伯爵との決闘で死亡した。